# Selaginella orbiculifolia
Selaginella orbiculifolia är en mosslummerväxtart som beskrevs av Shelton och Caluff. Selaginella orbiculifolia ingår i släktet mosslumrar, och familjen mosslummerväxter. Inga underarter finns listade i Catalogue of Life.